# Рубин, Реувен
Реувен Рубин (при рождении Ру́бин Зелико́вич; 13 ноября 1893, Галац — 13 октября 1974, Тель-Авив) — израильский художник-модернист, один из основоположников израильской живописи.

## Биография и творчество

Иаков и ангел, 1972, Музей Рубина, Тель-Авив

Родился в 1893 году в Галаце, в Румынии, вырос в Фэлтичени. Родители — Иоэл и Фейга Зеликович. Начал рисовать ещё в школе. В 1912 году отправился в Палестину, входившую ещё в состав Османской империи, и затем принял решение эмигрировать туда (как писал сам Рубин, когда он сошёл с корабля в Яффе, он понял, что это его земля, где он будет жить). В 1912 году учился в Академии "Бецалель" в Иерусалиме, ведущем художественном заведении Палестины, где были собраны на тот момент ведущие художники. Однако сам Рубин решил, что ему требуется более основательное художественное образование, и поехал в Париж.
В Париже в 1913—1914 годах учился в Школе Изящных Искусств и в Академии Коларосси. В 1914 году началась Первая мировая война, и возвращение в Палестину стало невозможным. Посетив в 1915 году Италию, художник отправился в Румынию, где работал с 1916 по 1920 год (с 1918 года — в Черновцах). Затем Рубин совершил путешествие в США, где прошла его первая крупная персональная выставка. С 1922 года поселился в Тель-Авиве, хотя до конца жизни много путешествовал.
Довольно быстро Рубин был признан одним из ведущих художников подмандатной Палестины. В 1920-е годы Рубин разработал собственный стиль, близкий модернизму, но основанный на палестинской тематике. Картины этого периода отличаются яркими красками и чёткой композицией. В 1922 году он создал одну из своих наиболее известных работ — триптих «Первые плоды». В 1924 году прошли его первые персональные выставки, в Иерусалиме и в Герцлии, в 1926 году — персональная выставка в галерее Бернхейма в Париже. В дальнейшем его персональные выставки проходили практически ежегодно. Так, в 1933-34 году его персональная выставка стала первой в открывшемся незадолго до этого Тель-Авивском музее изобразительных искусств.
В 1929 году в Тель-Авиве Рубин женился на Эстер Дэвис. В 1945 году в Нью-Йорке родился их сын Давид, в 1952 году, также в Нью-Йорке — дочь Ариэлла.
В 1948 году Реувен Рубин был назначен первым дипломатическим представителем Израиля в Румынии и занимал эту должность до 1950 года, после чего вернулся в Тель-Авив.
В 1940-е и 1950-е годы его художественный стиль полностью меняется. Рубин отходит от полностью фигуративной живописи и начинает писать в стиле, близком символизму. В 1966—1967 годах проходят его крупные ретроспективные выставки в двух крупнейших художественных музеях Израиля — в Тель-Авиве и Иерусалиме. В 1969 году он выполнил витражи для зала приёмов в новой резиденции президента Израиля в Иерусалиме. В 1973 году Реувен Рубин был удостоен Государственной премии Израиля за достижения в области искусства.
Художник умер 13 октября 1974 года и похоронен на старом кладбище Трумпельдор в Тель-Авиве.

## Увековечение памяти
В доме Рубина в Тель-Авиве (улица Бялика, 14) открыт музей художника.